# Николаев, Николай Андреевич
Николай Андреевич Николаев — советский хозяйственный, государственный и политический деятель.

## Биография
Родился в 1912 году в Самаре. Член КПСС с 1939 года.
С 1934 года — на хозяйственной, общественной и политической работе. В 1934—1968 гг. — инженер, заместитель главного инженера, директор Уфимской и Кемеровской электростанций, главный инженер «Уфимэнерго», начальник первой в мире атомной электростанции — Обнинской АЭС, начальник Управления энергетических установок, начальник Главного управления атомных энергетических установок Государственного комитета по использованию атомной энергии СССР.
Лауреат Ленинской премии.
Умер в Москве в 1968 году.